# Sinixt
Die Sinixt oder Sinixt Nation (auch Sin-Aikst, Senjextee, Senijextee oder Arrow Lakes Band) sind in British Columbia und Washington ansässige Indianer.

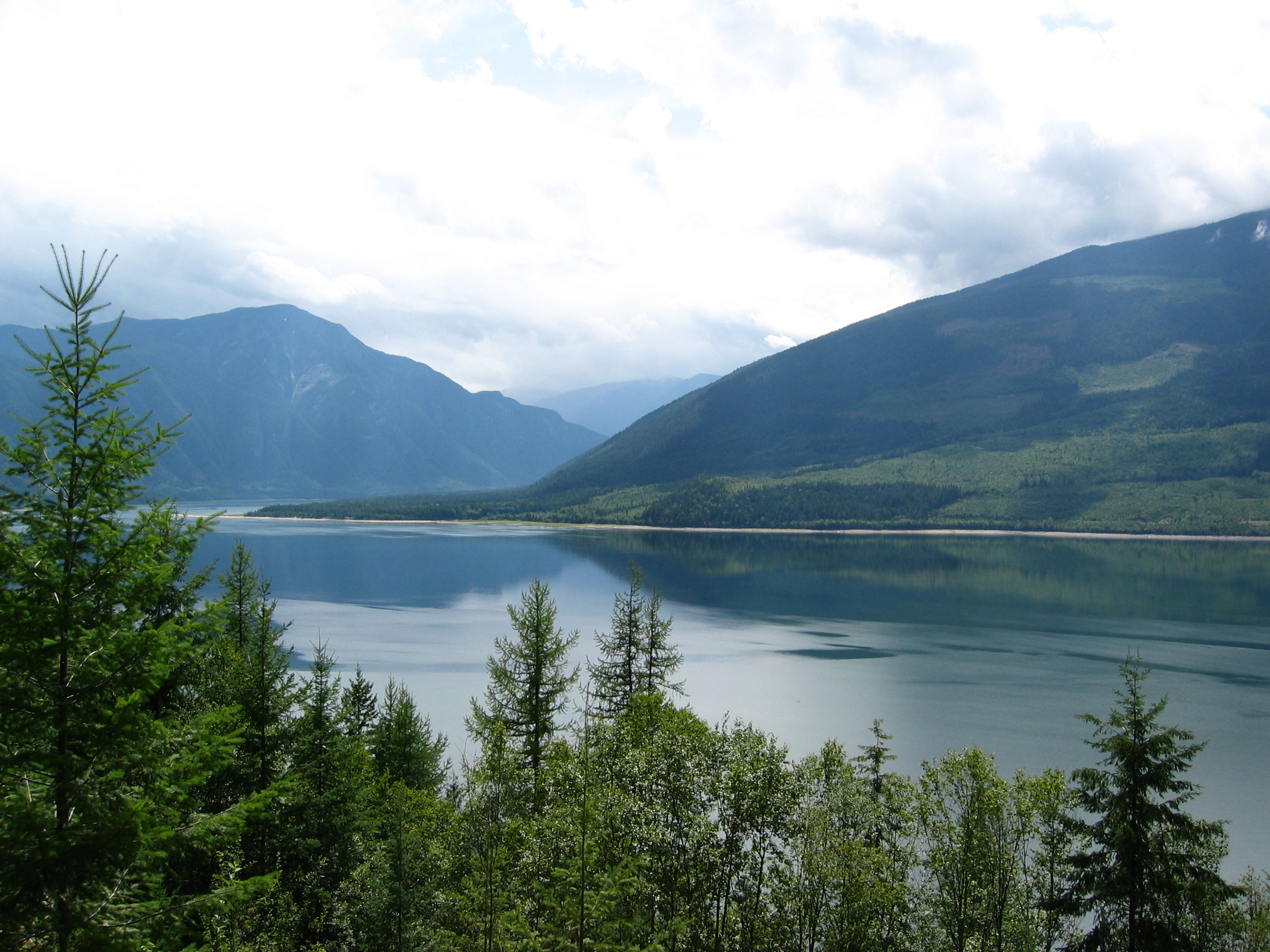
Oberer Arrow Lake

Sie lebten ursprünglich in West Kootenay und im Osten Washingtons und gehörten sprachlich und kulturell zu den Binnen-Salish. Heute leben sie überwiegend in der Colville Indian Reservation in Washington. Dabei sind sie ein Teil der Confederated Tribes of the Colville Reservation, der von den USA als Indianerstamm anerkannt ist. Einige Sinixt leben allerdings noch in Kanada, vor allem im Slocan Valley. Dort sind sie nicht als First Nation anerkannt, doch bemühen sie sich darum.

## Geschichte

### Frühgeschichte

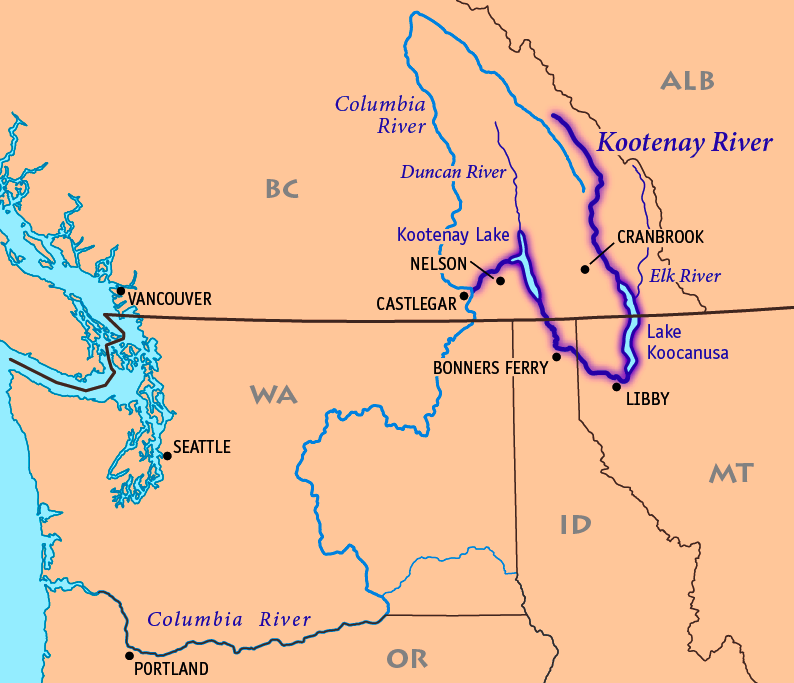
Karte des Kootenay-Flusses

Die Sinixt lebten am Columbia River, an den Arrow Lakes, im Slocan Valley und am Kootenay Lake. Wie vielfach bei den Salish-Gruppen, so überlappten sich die traditionellen Gebiete mit denen der Nachbarstämme, wie den Okanagan, den Secwepemc und den Kutenai.
Die um 1800 aus rund 3.000 Mitgliedern bestehenden Sinixt setzten sich aus mehreren Gruppen zusammen. Dabei unterscheidet man die Oberen Sinixt in British Columbia von den Unteren im Osten Washingtons. Letztere wiederum bestanden aus mindestens acht Gruppen. Ihr Leben veränderte sich durch das Pferd, das es ihnen gestattete, auch erheblich weiter östlich in die Plains auszugreifen.
Wie die meisten Binnen-Salish, so waren auch die Sinixt im Winter sesshaft und lebten in Häusern, die in den Boden eingesenkt waren und Pit Houses hießen. Im Sommer lebten sie von der Jagd und vom Fischfang, vor allem am Columbia und den Kettle Falls. Dazu nutzten sie Hunde zur Treibjagd, und 4 bis 5 m lange Kanus, die, niedrig gebaut, den starken Winden angepasst waren.
Nahe Verwandtschaftsbeziehungen des matrilokalen Stammes bestanden zu den Swhy-ayl-puh (Colville), deren Schweifgebiet ebenfalls bis zu den Kettle Falls reichte.
Die Führung lag bei einem ilmi wm, doch hatte jedes der Dörfer einen lokalen Führer, der sich mit anderen Führern in einem Rat versammelte.

### Pocken
Siehe auch: Pockenepidemie an der Pazifikküste Nordamerikas ab 1775
Unklar ist, ob die Sinixt von einer oder von zwei Pockenepidemien betroffen waren. Die Epidemie des Jahres 1781 tötete möglicherweise 80 % des Stammes, noch bevor der erste Europäer in der Region erschien. Der Kartograph David Thompson bemerkte 1811 zahlreiche Pockennarben.
Zugleich gerieten die Sinixt durch ihre Nachbarn, die Kutenai oder Ktunaxa unter Druck, die wiederum von den Blackfoot westwärts verdrängt wurden. Daher kämpften die beiden Stämme um überlebensnotwendige Ressourcen am Kootenay River zwischen Nelson und Castlegar. Ende der 1830er Jahre kam es zu einer Strafexpedition gegen die St'at'imc am Seton Lake, unter Führung des Häuptlings der Nicola, Hwistesmexteqen. Nach schweren Kämpfen schlossen die Stämme Frieden und schmiedeten zusammen mit Kalispel, Flathead, Coeur d’Alene, Spokane, Nez Percé und anderen Stämmen ein Bündnis gegen die Blackfoot.
Während des Fraser-Canyon-Kriegs von 1858 verbündeten sie sich mit den Nlaka'pamux.

### Pelzhandel und Missionare, Staatsgrenze

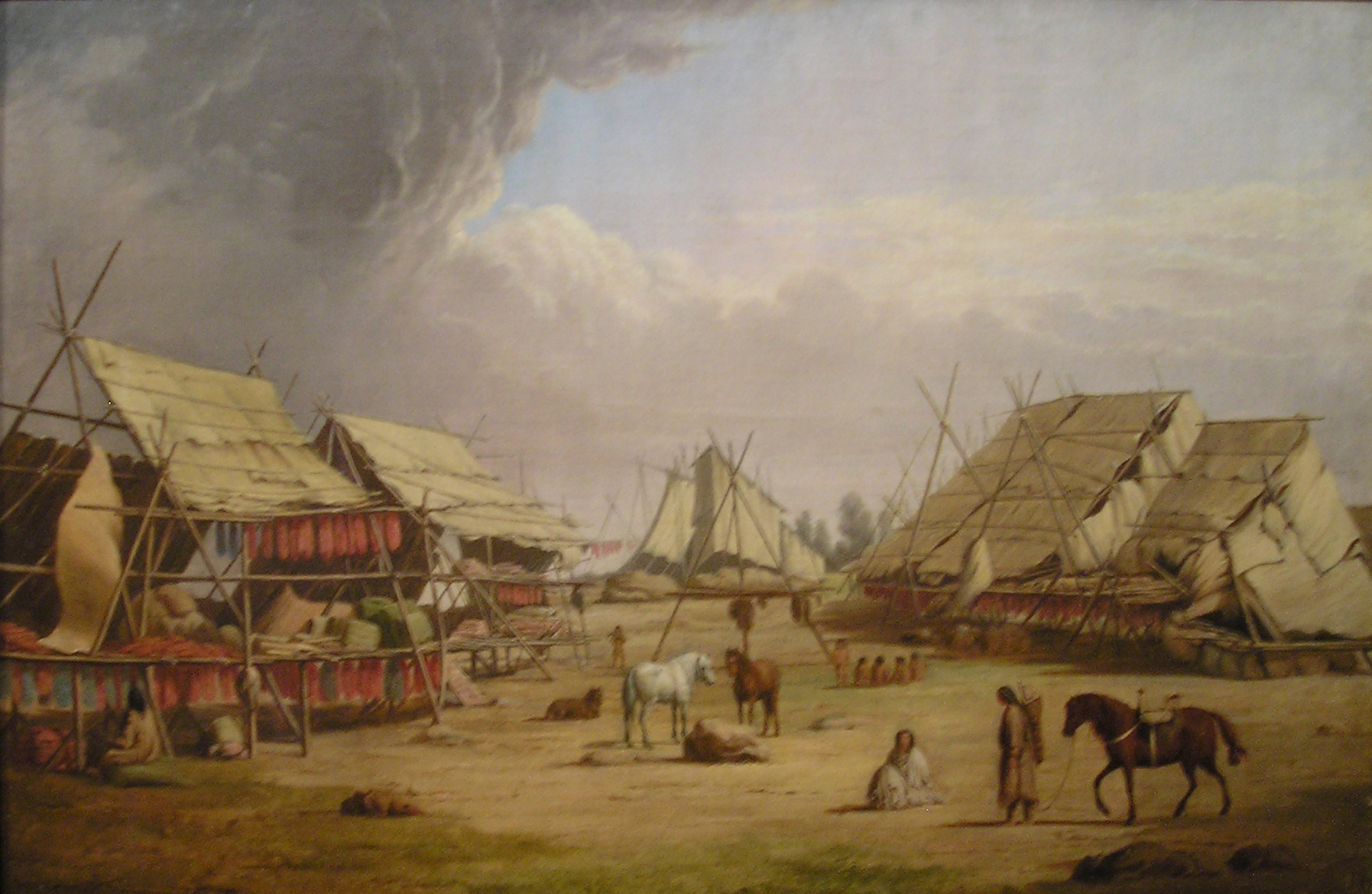
Indianerlager vor Fort Colville, Paul Kane, Öl, 74,3 × 45,7 cm

Erstmals überwinterten die Lower Sinixt bei Fort Colville, einem Fort der Hudson’s Bay Company, 1830/31. Dort tauschten sie Pelze gegen europäische Waren. 1837 kamen die ersten jesuitischen Missionare in die Region und die St. Paul’s Mission an den Kettle Falls entstand 1845 unter Mithilfe der Sinixt (und der Colville). Ihre Zahl wird um 1840 nur noch auf etwa 400 geschätzt. Häuptling Kin-Ka-Nawha trat wohl zum Katholizismus über.
1846 wurde das Oregon Country entlang des 49. Breitengrades geteilt, der Norden fiel an Großbritannien, der Süden an die USA. Die meisten Sinixt blieben an den Kettle Falls, an der Südgrenze des traditionellen Gebiets der Sinixt. Die Briten ihrerseits, die formal weiterhin im US-Gebiet Handel treiben durften, errichteten ein neues, grenznahes Fort namens Fort Shepherd oberhalb des Zusammenflusses von Pend d’Oreille und Columbia. Als sie das auf kanadischem Gebiet liegende Fort aufgaben, übergaben sie es den Sinixt.

### Weitgehender Rückzug aus Kanada

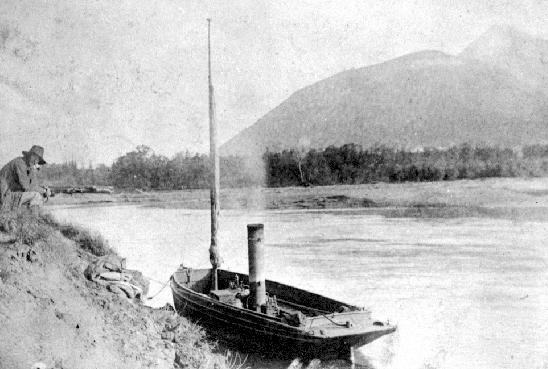
Das erste Dampfboot auf dem Kootenay Lake, 1885

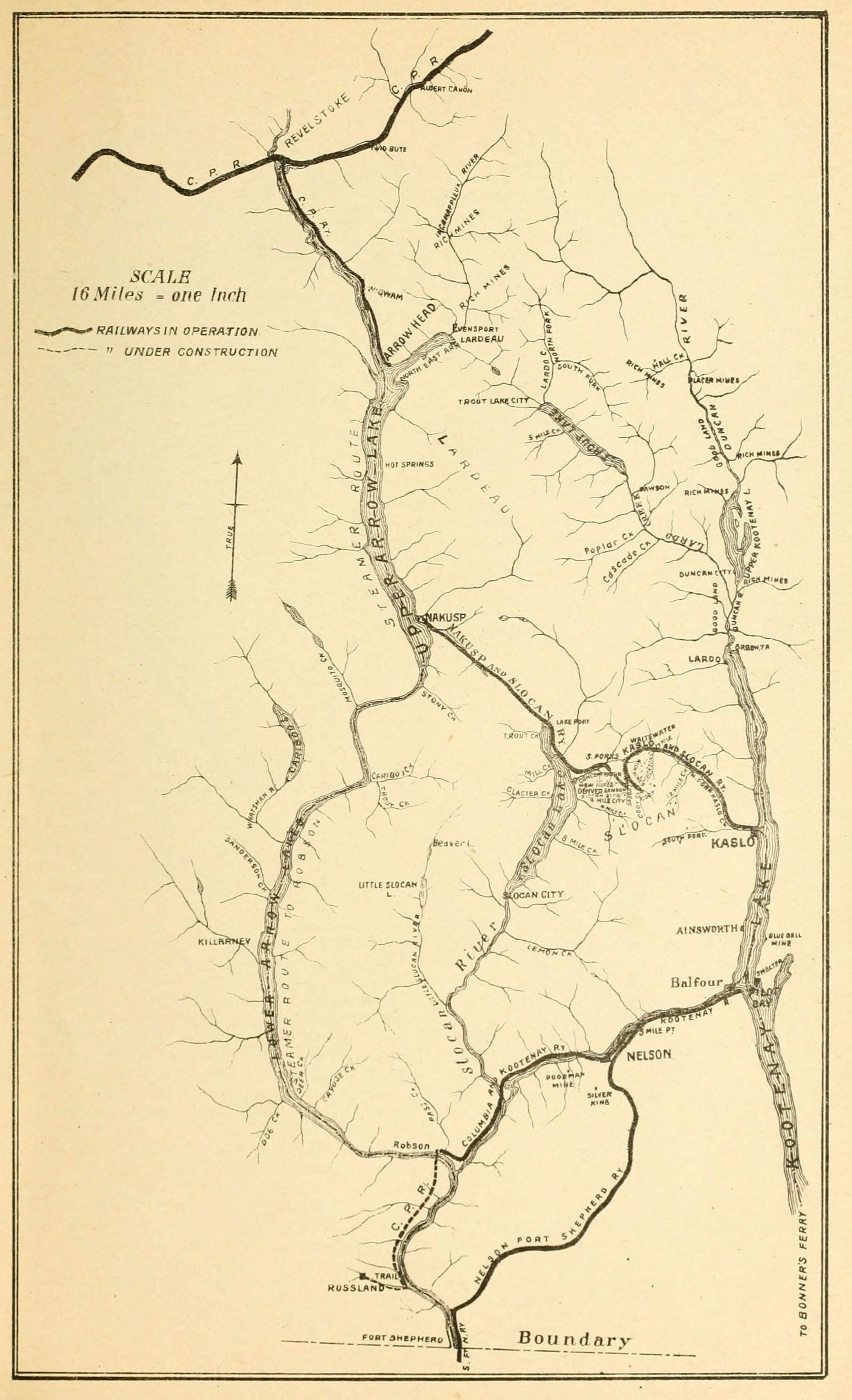
Arrow- und Kootenay-See mit Fährlinien

Mit den Goldfunden am Fraser kamen Ende der 1850er Jahre Goldsucher zu den Sinixt, deren Zahl zu gering war, um auf Dauer standhalten zu können. Häuptling Kin-Ka-Nawha folgte Joseph Cotolegu, Aorpaghan und James Bernard (um 1870–1935) wurden Unterhäuptlinge und später seine Nachfolger. Nur eine kleine Zahl von Sinixt blieb in Kanada. Von den 152 archäologischen Grabungsstätten fielen 140 dem Bau des Hugh Keenleyside Dam, einem Stausee zum Opfer, der die Arrow Lakes 1968 unter Wasser setzte.

### Colville Confederated Tribes
Die konföderierten Stämme der Colville, heute als konföderierte Stämme des Colville-Reservats (Confederated Tribes of the Colville Reservation) bezeichnet, wurden formal 1872 anerkannt. Der Name Sinixt geriet bald außer Gebrauch. Ihre Zahl wurde 1870 mit 239 angegeben, doch stieg diese Zahl bis 1882 auf 300. 1910 zählte man 294.
Das erste Reservat lag östlich des Columbia, doch bereits drei Monate später wurden sie auf ein zwar größeres, aber ungünstigeres Gebiet westlich des Columbia umgesiedelt. Von dem Gebiet, das bis zur kanadischen Grenze reichte, wurde am 23. Mai 1891 die Nordhälfte eingezogen, wobei die Indianer dort 80 Acre umfassende Grundstücke erhalten konnte. Doch viele zogen in die Südhälfte. Hinzu kamen sowohl indianische, als auch nicht-indianische Siedler, die das nördliche Gebiet beanspruchten, wie die 1912 aus Russland kommenden Doukhobor. Im Jahr 1900 setzte Aropaghan gegen James Bernard die Privatisierung des Landes durch. Bernard reiste mehrfach nach Washington, zuletzt 1921.
1891 entstand über den Wasserfällen ein Hotel, eine Spekulationsblase entstand, als die Northern Pacific Railway hier Halt machen sollte. Doch als die Eisenbahngesellschaft sich für eine andere Trasse entschied, verließen viele der rund 300 Siedler die Gegend wieder.
Mit dem Bau der Grand-Coulee-Talsperre ab 1933 wurde der zentrale Fischplatz der Sinixt zerstört, Kettle Falls. Die Laichzüge der Lachse, die als die größten galten, endeten schlagartig. Die Siedlung der Sinixt Inchelium musste verlegt werden.

## Aktuelle Situation
Als in British Columbia die Zerstörung der heutigen Vallican Heritage Site drohte, eines Großdorfes und eines Friedhofs, zogen einige Sinixt nach Kanada. Hinzu kam, dass das Royal British Columbia Museum 1991 einige Funde an den Stamm zurückgab. Diese Grabungsstätten sind von erheblicher Bedeutung, weil sie die frühe Existenz komplexer Gesellschaften nachweisen und bis 3000 v. Chr. zurückreichen. Die Häuser hatten Durchmesser von bis zu 20 Metern. Die meisten kanadischen Sinixt leben nahe der Grabungsstätte im Slocan-Tal. Seit 1956 gelten die Sinixt bzw. die Arrow Lakes Band formell, das heißt nach Einschätzung des zuständigen Department of Indian Affairs and Northern Development, als ausgestorben.
Da vier Fünftel des traditionellen Gebiets der Sinixt in Kanada liegen, wovon allerdings einige Gebiete auch von den Kutenai und den Okanagan beansprucht werden, fordern auch die Sinixt die staatliche Anerkennung als Stamm. Die Sprecherin des Stammes, Marilyn James, und der Beauftragte für die Vallican Heritage Site, Robert Watt, präsentierten den Anspruch von der UNO. Am 28. Juli 2008 klagte die Sinixt Nation auf Anerkennung ihrer Landansprüche (aboriginal title). Im Herbst 2010 machten Jim Boyd, Moderator der Arrow Lakes Aboriginal Society und Mike Marchand, ein Colville Tribal Stadtrat und Mitglied der Arrow Lakes Band einen Jagdausflug nach Kanada, um zu beweisen, dass der von der kanadischen Regierung 1956 als ausgestorben erklärte Stamm, nicht ausgestorben ist.
Ein wöchentliches Radioprogramm, Sinixt Radio, wird von Nelson aus ausgestrahlt (CJLY-FM).